# Andreas von Aulock
Andreas von Aulock (23 mars 1893 à Kochelsdorf, arrondissement de Kreuzburg-en-Haute-Silésie (de) – 23 juin 1968) est un militaire allemand. Il fut colonel pendant la Seconde Guerre mondiale et commanda la 79e division d'infanterie. Il commanda la forteresse Saint-Malo et se rendit, en même temps que la forteresse d'Aleth le 17 août 1944 aux forces américaines, après de violents bombardements. 
Il est le frère du Generalmajor Hubertus von Aulock (de). 

## Biographie
Après l'école des cadets, Aulock s'engage fin mars 1912 comme lieutenant dans le 95e régiment d'infanterie (de) de l'armée prussienne.